# 呂六十型潜水艦
| 呂六十型潜水艦（L4型） | 呂六十型潜水艦（L4型）                                         |
| ---------------------- | -------------------------------------------------------------- |
| 呂64                   |                                                                |
| 艦級概観               |                                                                |
| 艦種                   | 二等潜水艦                                                     |
| 艦名                   |                                                                |
| 前級                   | 呂五十七型潜水艦（L3型）                                       |
| 次級                   | -                                                              |
| 性能諸元               |                                                                |
| 排水量                 | 基準：988トン 常備：1,060.3トン 水中：1,301トン                |
| 全長                   | 76.20m                                                         |
| 全幅                   | 7.38m                                                          |
| 吃水                   | 3.96m                                                          |
| 機関                   | ヴィッカース式ディーゼル2基2軸 水上：2,400馬力 水中：1,600馬力 |
| 速力                   | 水上：15.7kt 水中：8.6kt                                       |
| 航続距離               | 水上：10ktで5,500海里 水中：4ktで80海里                        |
| 燃料                   | 重油                                                           |
| 乗員                   | 48名                                                           |
| 兵装                   | 40口径8cm単装砲1門 53cm魚雷発射管 艦首6門 魚雷12本             |
| 備考                   | 安全潜航深度：60m                                              |

呂六十型潜水艦（ろろくじゅうがたせんすいかん）は日本海軍の潜水艦の艦級。L4型とも。同型艦9隻。

## 概要
L3型潜水艦の改良版であり、L型の最後の艦級である。設計が全面的に改められ艦型は大型化し、上部構造物も幅が広がった。魚雷発射管は4門から6門に増強されている。これらの改正により基準排水量で約100トンほど増大し、速力は低下した。
1923年(大正12年)から1927年(昭和2年)に至る4年の間に9隻が竣工した。第二次世界大戦では専ら監視や哨戒を行い、敵艦船を撃沈することはなかった。また大戦後半は練習潜水艦に使用された。戦争中に5隻が戦没し、のこりは米軍によって海没処分された。

## 同型艦
艦名は1924年（大正13年）11月1日「呂号第～潜水艦」と改名。建造所は全て三菱神戸。
- 呂号第六十潜水艦 ←第五十九潜水艦から改名

1923年（大正12年）9月17日竣工。1942年（昭和17年）1月15日クェゼリンで座礁、船体放棄。
- 呂号第六十一潜水艦 ←第七十二潜水艦から改名

1924年（大正13年）2月9日竣工。1942年（昭和17年）8月31日、米駆逐艦「レイド」の攻撃を受け沈没（アリューシャン列島アトカ島）。
- 呂号第六十二潜水艦 ←第七十三潜水艦から改名

1924年（大正13年）7月24日竣工。終戦時在舞鶴。1946年（昭和21年）5月伊予灘にて海没処分。
- 呂号第六十三潜水艦 ←第八十四潜水艦から改名

1924年（大正13年）12月20日竣工。終戦時在舞鶴。1946年（昭和21年）5月伊予灘にて海没処分。
- 呂号第六十四潜水艦 ←第七十九潜水艦から改名

1925年（大正14年）4月30日竣工。1945年（昭和20年）4月12日、広島湾において教務訓練での潜行中に、米軍が投下していた磁気機雷に触雷し沈没。艦長である安久栄太郎（潜水学校教官、第三十三潜水隊司令）以下乗員全員死亡。
- 呂号第六十五潜水艦

1926年（大正15年）6月30日竣工。1942年（昭和17年）11月4日キスカ島にて空襲を受け沈座したが事故により沈没。
- 呂号第六十六潜水艦

1927年（昭和2年）7月28日竣工。1941年（昭和16年）12月17日ウェーキ島にて呂62と衝突して沈没。
- 呂号第六十七潜水艦

1926年（大正15年）12月15日竣工。1945年（昭和20年）7月20日、老朽化と空爆により大破したため除籍。
- 呂号第六十八潜水艦

1925年（大正14年）10月29日竣工。終戦時在舞鶴。1946年（昭和21年）4月30日若狭湾にて海没処分。

## 潜水隊の変遷
呂60型は同型艦9隻からなるため、3個潜水隊を編成した。全て佐世保鎮守府に配備されたため、佐鎮の固有番号の21~30までの番号の潜水隊である。うち第24潜水隊は開戦前に解隊され、所属艦は再度潜水隊を編成しており、こちらは舞鶴鎮守府に配備されたため舞鎮の固有番号を与えられて第33潜水隊となった。

### 第二十六潜水隊
佐世保鎮守府籍の呂60・呂61・呂62で編成。訓練や警備に使用され、太平洋戦争では初期に中部太平洋や北方海域で哨戒任務に就いたが、後期は練習任務に従事した。昭和18年12月1日に解隊された。
1924年(大正13年)2月9日：第五十九潜水艦（呂60）、第七十二潜水艦（呂61）で編成。第26潜水隊司令古川良一中佐。佐世保鎮守府佐世保防備隊。
1924年(大正13年)7月24日：竣工した第七十三潜水艦（呂62）を編入。編成完結
1924年(大正13年)12月1日：第二艦隊第2潜水戦隊。
1925年(大正14年)11月20日：第26潜水隊司令吉山百重大佐。
1925年(大正14年)12月1日：第一艦隊第1潜水戦隊。
1926年(大正15年)1月18日：吉山司令死去。
1926年(大正15年)1月20日：第26潜水隊司令河村重幹大佐。
1926年(大正15年)12月1日：第26潜水隊司令沢野源四郎中佐。
1927年(昭和2年)12月1日：佐世保防備隊。
1928年(昭和3年)2月10日：呂60が予備艦となる。
1928年(昭和3年)7月10日：呂62が予備艦となる。
1928年(昭和3年)12月10日：第26潜水隊司令高須三二郎中佐。第一艦隊第1潜水戦隊。
1929年(昭和4年)11月1日：呂61が予備艦となる。
1930年(昭和5年)1月10日：高須司令離任。
1930年(昭和5年)11月15日：第26潜水隊司令関禎中佐。
1930年(昭和5年)12月1日：佐世保防備隊。
1931年(昭和6年)11月4日：呂61が予備艦となる。
1931年(昭和6年)11月14日：呂62が予備艦となる。
1931年(昭和6年)12月1日：第26潜水隊司令中邑元司中佐。
1932年(昭和7年)9月28日：中邑司令離任。
1934年(昭和9年)6月1日：呂60が予備艦となり、佐世保鎮守府特別保存艦となる。
1934年(昭和9年)11月15日：（兼）第26潜水隊司令加藤与四郎中佐。呂62が予備艦となる。佐世保警備戦隊。
1934年(昭和9年)12月15日：呂61が予備艦となり、佐世保鎮守府特別保存艦となる。
1935年(昭和10年)11月15日：第26潜水隊司令長井満中佐。
1936年(昭和11年)11月2日：（兼）第26潜水隊司令加藤与四郎中佐。
1936年(昭和11年)12月1日：加藤司令離任。
1940年(昭和15年)10月15日：第26潜水隊司令玉木留次郎中佐。呂61が予備艦となる。佐世保鎮守府部隊。
1940年(昭和15年)11月15日：第四艦隊第7潜水戦隊。
1941年(昭和16年)10月1日：第26潜水隊司令松尾義保中佐。
1941年(昭和16年)12月31日：クェゼリンで座礁大破した呂60海没処分。翌年1月10日除籍。
1942年(昭和17年)2月10日：解隊された第27潜水隊より呂65、呂67を編入。
1942年(昭和17年)7月14日：第五艦隊付属。
1942年(昭和17年)9月1日：アトカ島ノース岬南東沖で呂61戦没。10月20日除籍。
1942年(昭和17年)10月15日：第26潜水隊司令小林一中佐。
1942年(昭和17年)11月4日：キスカで呂65事故沈没。翌年8月1日除籍。
1942年(昭和17年)11月15日：呉鎮守府部隊。
1942年(昭和17年)12月28日：第26潜水隊司令楢原省吾中佐。
1943年(昭和18年)1月10日：第26潜水隊司令浜野元一大佐。
1943年(昭和18年)12月1日：解隊。残存艦は第33潜水隊に編入。以降は下記第33潜水隊の項で記述する。

### 第二十七潜水隊
佐世保鎮守府籍の呂65・呂66・呂67で編成。訓練や警備に使用され、太平洋戦争ではウェーク島の戦い、ラバウルの戦いに参加したが、昭和16年12月17日に呂66が事故により沈没し、司令官が戦死したことにより昭和17年2月10日に解隊された。
1926年(大正15年)12月15日：呂65、呂67で編成。第27潜水隊司令白根貞介中佐。佐世保鎮守府部隊。
1927年(昭和2年)7月28日：竣工した呂66を編入。編成完結。
1927年(昭和2年)11月1日：第27潜水隊司令横山菅雄中佐。
1927年(昭和2年)12月1日：第一艦隊第1潜水戦隊。
1929年(昭和4年)3月15日：第27潜水隊司令松野省三中佐。
1930年(昭和5年)4月24日：松野司令離任。
1930年(昭和5年)11月15日：呂66が予備艦となる。（兼）第27潜水隊司令八代祐吉中佐。
1930年(昭和5年)12月1日：佐世保鎮守府部隊。
1931年(昭和6年)4月1日：呂65が予備艦となる。
1932年(昭和7年)9月28日：第27潜水隊司令中邑元司中佐。
1933年(昭和8年)11月15日：呂65、呂66が予備艦となる。（兼）第27潜水隊司令石崎昇中佐。
1933年(昭和8年)12月26日：石崎司令離任。
1934年(昭和9年)2月21日：呂67が予備艦となる。
1934年(昭和9年)11月15日：第27潜水隊司令石崎昇中佐。
1935年(昭和10年)11月15日：第27潜水隊司令加藤与四郎中佐。
1936年(昭和11年)12月1日：呂65、呂67が予備艦となる。
1937年(昭和12年)11月15日：第27潜水隊司令小田為清中佐。
1938年(昭和13年)6月15日：（兼）第27潜水隊司令加藤与四郎中佐。
1939年(昭和14年)1月1日：第27潜水隊司令宮崎武治中佐。
1939年(昭和14年)12月23日：（兼）第27潜水隊司令大竹寿雄中佐。
1940年(昭和15年)7月26日：呂67が予備艦となる。
1940年(昭和15年)9月28日：第27潜水隊司令深谷惣吉中佐。
1940年(昭和15年)11月15日：第四艦隊第7潜水戦隊。
1941年(昭和16年)12月17日：ウェーク島南西沖で呂66事故沈没(深谷司令殉職)。翌年1月15日除籍。
1942年(昭和17年)2月10日：解隊。残存艦は第26潜水隊に編入。以降は上記第26潜水隊の項で記述する。

### 第二十四潜水隊
舞鶴鎮守府籍の呂63・呂64・呂68で編成。訓練や警備に使用され、艦の旧式化により昭和14年11月15日に解隊された。
1925年(大正14年)4月30日：呂63、呂64で編成。佐世保鎮守府部隊。
1925年(大正14年)10月29日：竣工した呂68を編入。編成完結。
1925年(大正14年)12月1日：第一艦隊第1潜水戦隊。
1928年(昭和3年)12月10日：呂64、呂68が予備艦となる。佐世保鎮守府部隊。
1929年(昭和4年)3月10日：呂63が予備艦となる。
1929年(昭和4年)11月30日：第一艦隊第1潜水戦隊。
1930年(昭和5年)12月1日：佐世保鎮守府部隊。
1932年(昭和7年)12月1日：呂63、呂64が予備艦となる。
1933年(昭和8年)9月1日：呂68が予備艦となる。
1937年(昭和12年)7月1日：呂68が予備艦となる。
1939年(昭和14年)11月15日：解隊。所属艦は同日付で第33潜水隊を編制。以降は下記第33潜水隊の項で記述する。

### 第三十三潜水隊
昭和14年11月15日に解隊された旧二十四潜の潜水艦を舞鶴鎮守府練習艦とするべく、呂63、呂64、呂68で編成。しかし、潜水艦要員の拡大が必要だったため、潜水学校練習艦に変更され、呉鎮守府に転出したが、番号はそのままだった。太平洋戦争では初期に中部太平洋や北方海域で哨戒任務に就いたが、後期は練習任務に従事した。昭和20年9月2日に解隊された。
1939年(昭和14年)11月15日：旧第24潜水隊所属艦で再編成。第33潜水隊司令勝田治夫中佐。
1940年(昭和15年)3月20日：呂64が予備艦となる。
1940年(昭和15年)11月15日：第四艦隊第7潜水戦隊。
1941年(昭和16年)4月15日：第33潜水隊司令長井武夫中佐。
1942年(昭和17年)7月14日：第五艦隊付属。
1942年(昭和17年)8月13日：第33潜水隊司令加藤良之助中佐。
1942年(昭和17年)9月25日：呉鎮守府部隊。
1943年(昭和18年)9月1日：第33潜水隊司令楢原省吾大佐。
1943年(昭和18年)12月1日：解隊された第26潜水隊より呂62、呂67を編入。呉潜水戦隊。
1944年(昭和19年)1月20日：第33潜水隊司令大谷清教大佐。
1944年(昭和19年)5月19日：竣工した呂49を編入。
1944年(昭和19年)8月15日：呂49が第六艦隊第11潜水戦隊に、呂68が呉防備戦隊にそれぞれ転出。
1944年(昭和19年)9月25日：呉潜水戦隊より呂109、呂112を編入。
1944年(昭和19年)10月10日：呂62、呉防備戦隊に転出。
1944年(昭和19年)10月20日：呂109、呂112が第六艦隊第34潜水隊に転出。
1945年(昭和20年)2月2日：竣工した伊201を編入。
1945年(昭和20年)2月12日：竣工した伊202を編入。
1945年(昭和20年)3月10日：第六艦隊第11潜水戦隊より波106を編入。
1945年(昭和20年)3月15日：（兼）第33潜水隊司令安久栄太郎大佐。
1945年(昭和20年)3月19日：呉海軍工廠で呂67大破。7月20日除籍。
1945年(昭和20年)3月20日：第六艦隊第11潜水戦隊より波107を編入。
1945年(昭和20年)4月10日：伊202が第六艦隊第11潜水戦隊に転出。
1945年(昭和20年)4月12日：呉防備戦隊より呂62を再編入。広島湾で呂64戦没(安久司令戦死)。8月10日、呂64除籍。
1945年(昭和20年)4月15日：伊201が第六艦隊第11潜水戦隊に転出。
1945年(昭和20年)4月20日：解隊された第19潜水隊より伊121、伊122、伊155を編入。第33潜水隊司令小泉麒一大佐。
1945年(昭和20年)5月6日：竣工した波108を編入。
1945年(昭和20年)5月31日：竣工した波201、波202を編入。
1945年(昭和20年)6月10日：石川県禄剛岬灯台付近で伊122戦没。9月15日除籍。
1945年(昭和20年)6月20日：竣工した波203を編入。
1945年(昭和20年)6月25日：竣工した波204を編入。
1945年(昭和20年)7月20日：波201、波202が第六艦隊第52潜水隊に転出。
1945年(昭和20年)9月2日：解隊。伊155、呂62、呂63は11月20日に、伊121、波106、波107、波108、波203、波204は11月30日にそれぞれ除籍。